# استرپتوگرامین بی
استرپتوگرامین بی(به انگلیسی: Streptogramin B) یک زیر گروه از خانواده آنتی‌بیوتیک‌های استرپتوگرامین است. این محصولات طبیعی، هگزا یا هپتا دپسیپپتیدها حلقوی هستند که توسط باکتری‌های گونه استرپتومایسس سنتز می‌شوند.